# François-Noé de Crousaz
François-Noé de Crousaz auch François Noé de Crousaz (deutsch Franz Noa von Crousaz; * 14. November 1696 in Chexbres; † 22. September 1768 in Zeitz) war ein kursächsischer Generalleutnant.

## Leben

### Herkunft und Familie
François stammte aus dem französischsprachigem schweizerischen Adelsgeschlecht Crousaz. Seine Eltern waren der Kastellan auf Schloss Glérolles François de Crousaz und Jeanne Judith de Mellet. Er blieb unvermählt und hinterließ keine Kinder. Als Universalerben setzte er einen Verwandten Fähnrich von Crousaz ein, der in seinem Regiment Dienst tat.

### Werdegang
Crousaz begann seine Laufbahn niederländischen Regiment „de Mestral“. Er nahm am Spanischen Erbfolgekrieg insbesondere der Schlacht bei Malplaquet teil, was er als einziger Offizier seines Korps überlebte, und avancierte zum Leutnant. Im Jahr 1714 wechselte er in spanische Dienste, wo er zum Hauptmann der Dragoner aufstieg. 1719 befand er sich auf einem Schiff das vor Bergen Schiffbruch erlitt und wurde dort Gefangengesetzt. Nach seiner Freilassung ging er 1721 in die Sächsische Armee, wo er Hauptmann im Kadettenkorps wurde. Aber 1739 wurde er Oberstleutnant der Garde. Im Ersten Schlesischen Krieg kämpfte er mit dem sächsischen Korps 1741 vor Prag. Dort zeichnete er sich aus und wurde mit den Rang eines Oberst belohnt. Er kämpfte als solcher 1745 in der Schlacht bei Hohenfriedberg an der Spitze der Garde.
Crousaz hat an allen Schlesischen Kriegen teilgenommen und stieg 1752 zum Generalmajor auf. Zum Zeitpunkt der Kapitulation der sächsischen Armee war er Kommandeur des Zeitz festgesetzten Infanterieregiments. Er war Kriegsgefangener der Preußen und er hielt nach hergestelltem Frieden 1763 den Charakter eines Generalleutnants. Seinen Lebensabend verbrachte er in Zeitz und wurde schließlich am 26. September 1768 in der Schlosskirche alternativ in der Klosterkirche beigesetzt.